# 那覇市立仲井真中学校
那覇市立仲井真中学校（なはしりつ なかいまちゅうがっこう）は、沖縄県那覇市仲井真にある市立中学校。

## 沿革
- 昭和60年1月1日 - 那覇市立仲井真中学校開校、校長　上原哲、教頭　野島英秀

- 昭和60年4月1日 - 教職員発令　25名

- 昭和60年4月8日 - 開校式、始業式、寄宮中251名、石田中56名、古蔵中16名

- 昭和60年4月9日 - 第1回入学式　新入生185名

- 昭和60年4月25日 - 視聴覚教室着工

- 昭和60年4月26日 - 遠足

- 昭和60年4月30日 - グランド工事完了、体育館使用許可

- 昭和60年5月10日 - プール開き

- 昭和60年5月25日 - PTA総会開校祝賀会

- 昭和60年6月12日 - 校内陸上競技大会

- 昭和60年6月23日 - 那覇地区中体連夏季総体　バスケットボール女子　3位

- 昭和60年7月8日 - 制服、校章制定委員会

- 昭和60年8月22日 - 視聴覚教室使用許可

- 昭和60年8月26日 - 那覇南部地区　1・2年生バスケットボール大会　女子3位

- 昭和60年9月6日 - 生徒相談室完成

- 昭和60年9月10日 - 理科自由研究発表会

- 昭和60年9月16日 - 那覇地区中学校国体強化野球大会　優勝

- 昭和60年10月13日 - 第１回運動会

- 昭和60年10月25日 - 校章制定

- 昭和60年12月14日 - 地区駅伝大会　女子５位

- 昭和61年3月8日 - 第１回卒業式　卒業生157名

- 昭和61年4月8日 - 第２回入学式　新入生196名

- 昭和61年5月16日 - 校内写生大会

- 昭和61年6月27日 - 校内陸上競技大会

- 昭和61年7月27日 - 第8回中学校合唱コンクール入賞

- 昭和61年7月29日 - 県中体連総体　3,000M  男子２位

- 昭和61年8月7日 - 九州中学校陸上競技大会派遣　3,000M 男子

- 昭和61年8月15日 - 部室工事完了

- 昭和61年8月28日 - 1教室増築入札

- 昭和61年9月1日 - 那覇地区中体連1・2年生大会

バレーボール女子2位、バスケットボール男子2位
- 昭和61年10月5日 - 第2回運動会

- 昭和62年1月24日 - 那覇地区中学校新人野球大会　準優勝

- 昭和62年2月7日 - 校内マラソン

- 昭和62年3月20日 - 第2回卒業式　卒業生178名

- 昭和62年4月1日 - 第２代校長　真栄田義全　就任

- 昭和62年4月8日 - 第３回入学式　新入生212名

- 昭和62年4月24日 - 卒業記念　石碑除幕式

- 昭和62年5月8日 - 遠足

- 昭和62年10月5日 - 第3回運動会

- 昭和62年12月27日 - 体育館暗幕取付工事

- 昭和63年1月17日 - 創立３周年記念式典

- 昭和63年1月29日 - 県教育委員会指定学校体育研究校中間発表「体育授業における選択制の考え方・進め方」

- 昭和63年3月20日 - 第３回卒業式　卒業生189名

- 昭和63年3月4日 - 第３代校長　知花清　就任

- 昭和63年4月8日 - 第４回入学式　新入生198名

- 昭和63年6月17日 - 地区中体連夏季総体　体操個人女子優勝　バレーボール男子　３位

- 平成元年2月10日 - 県指定学校体育研究校２年次発表「体育授業における選択制の考え方・進め方」

- 平成元年3月20日 - 第４回卒業式　卒業生208名

- 平成元年4月7日 - 第５回入学式　新入生225名

- 平成元年6月24日 - 英語ストリートコンテスト県大会　優勝

- 平成元年7月26日 - 校舎の増築工事始まる。４階、５階（２教室）及び、視聴覚教室・校長室の増改築着工

- 平成元年9月1日 - 校舎の増改築工事完了

- 平成2年2月19日 - 県教育委員会指定生徒指導研究校中間発表研究テーマ「基本的な生活習慣の育成」

- 平成2年3月20日 - 第５回卒業式　卒業生211名

- 平成2年4月1日 - 第４代校長　仲本盛義　就任

- 平成2年4月9日 - 第６回入学式　新入生214名

- 平成2年4月18日 - 朝の読書活動日課表に位置づける

- 平成2年7月7日 - 家庭教育学級開級式

- 平成2年7月24日 - 中体連県大会体操個人総合優勝

- 平成2年8月20日 - 空調設備（冷房）設置

- 平成2年9月29日 - 校歌を制定する　校歌びらきを実施する

- 平成2年10月8日 - 高松宮杯英語弁論大会優秀賞

- 平成2年11月8日 - 全国体育学習協議会沖縄大会本校にて開催する

- 平成3年1月24日 - 県教育委員会指定生徒児童研究校　２年次研究発表会

- 平成3年2月16日 - 校内長距離走大会（奥武山運動公園）

- 平成3年3月20日 - 第６回卒業式　卒業生192名

- 平成3年4月9日 - 第７回入学式　新入生198名

- 平成3年5月17日 - 体育館に校歌板を設置する

- 平成3年10月13日 - 第2回文化祭「描こう！郷土我らの文化」

- 平成3年10月26日 - コンピューター工事（教室）完了

- 平成4年1月11日 - 校内書初め展

- 平成4年2月15日 - 那覇市学力向上実践発表会　本校の取り組みを発表

- 平成4年3月1日 - 第７回卒業式　卒業生226名

- 平成4年4月8日 - 第8回入学式　新入生237名

- 平成4年7月11日 - 県中学校英語ストーリーコンテスト準優勝

- 平成4年8月11日 - 宮崎県少年の船交歓会　宮崎県生徒200名

- 平成4年8月20日 - 那覇地区学年別バスケットボール大会1年　準優勝

バレーボール大会1年女子優勝
バレーボール大会2年女子準優勝
- 平成4年8月29日 - 図書館間切工事及び空調設備完了

- 平成5年2月19日 - 校内長距離走大会（奥武山運動公園）

- 平成5年2月20日 - 卒業生を激励する会（もちつき大会）

- 平成5年3月20日 - 第８回卒業式　卒業生215名

- 平成5年4月8日 - 第９回入学式　新入生212名

- 平成5年6月5日 - 那覇地区英語ストリートコンテスト最優秀賞

- 平成5年6月25日 - 那覇市校長連絡協議会本校にて実施する

- 平成5年7月3日 - 那覇市少年の主張大会優秀賞

- 平成5年11月21日 - 第３回文化祭

- 平成5年12月6日 - 本校の教育目標を改訂する（平成6年度から実施）

- 平成6年1月14日 - 第８回校内長距離走大会

- 平成6年1月18日 - 校内書き初め展

- 平成6年2月22日 - 校内合唱コンクール

- 平成6年3月19日 - 第９回卒業式　卒業生189名

- 平成6年4月1日 - 第5代校長　吉川嘉勝　就任

- 平成6年4月7日 - 第10回入学式　男子111名　女子94名　計205名

- 平成6年6月17日 - 地区中体連夏季総体剣道女子団体準優勝

- 平成6年6月25日 - 創立10周年記念式典及び祝賀会

- 平成6年7月6日 - 那覇市教育長　学校訪問

- 平成6年7月22日 - 県夏季総体出場　体操　個人九州大会へ

- 平成6年9月18日 - 那覇地区科学作品賞　金賞

- 平成6年10月2日 - 第７回運動会

- 平成6年10月23日 - 3年修学旅行（〜27日）

- 平成6年11月4日 - 市P連中学校意見発表会　最優秀賞

- 平成6年12月15日 - 第33回かんぽ作文コンクール表彰式（本校）沖縄郵政管理事務所長賞　那覇東郵便局長賞

- 平成6年12月21日 - 市民憲章　習字作品大会　金賞

- 平成7年3月19日 - 第１０回卒業式　卒業生227名[2]

## 通学区域
字上間144番地～598番地(598番地1は石田中学校)、602番地～609番地、612番地、619番地～621番地、634番地～655番地、670番地～673番地、字国場1番地～147番地、150番地～156番地、183番地～433番地、871番地～877番地、907番地～977番地、1002番地～1014番地、字識名1049番地～1054番地、1058番地～1132番地、1151番地～1153番地、1157番地～1324番地、字仲井真(全部)、字真地243番地～246番地、249番地～387番地、389番地～392番地、394番地～395番地、401番地～414番地

## 著名な出身者
- 義元大蔵（実業家、株式会社ディーズプランニング代表取締役。「やっぱりステーキ」「そばよし」「やっぱり らぶ唐」「やっぱりちゃん」「いつでも朝ごはん」「やっぱり食べほ」創業者）